# Српска православна црква Сошествија Светог Духа у Руми
Српска православна црква Сошествија Светог Духа у Руми, подигнута је почетком 19. века и има статус споменика културе од великог значаја.

## Историја
На месту старе дрвене цркве која се помиње још 1750. године започела је изградња нове 1836. године трудом богатих трговаца Цинцара, па је позната и као „Грчка црква“. Конципирана је у класицистичком духу, према пројекту Матијаса Фрелиха из Новог Сада. Услед недостатка средстава, радови на изградњи су стали, тако да је иконостасна преграда, за коју је дрворезбу израдио Георгије Девић, постављена 1851. године у недовршену цркву. Радови су настављени тек 1903. године према пројекту загребачког архитекте Хермана Болеа, који се својим еклектичним приступом надовезао на претходни пројекат.
Црква је пре Првог светског рата имала највеће звоно у Срему, од 30 метричких центи, али оно је уништено ради производње топова. Ново звоно је постављено 26. септембра 1937, имало је преко 17 центи, што је опет било највише у Срему.

## Изглед
Храм је једнобродна грађевина са полукружном олтарском апсидом на источној и високим, доминантним звоником на западној страни. Богату фасадну декорацију чине плитки пиластри који потенцирају вертикалну поделу, степенасто увучене полукружне нише и наглашена зона поткровног венца дуж целе цркве. Репрезентативност западног прочеља је постигнута масивним удвојеним стубовима са тимпаноном изнад, високим зидом забата и сецесионистичком капом звоника.
Источно од цркве налази се мања грађевина правоугаоне основе са куполом, кроз коју се улази у гробницу породице Максимовић. Гробница је кружне основе. Представу Васкрсења на таваници извео је Урош Предић, који је био ангажован и на изради сликане декорације иконостаса, тронова и певница. Искусном Предићу помаже млади Пашко Вучетић.
Конзерваторски радови су изведени 1980. године, а радови на замени кровног покривача цркве 2006. године.

## Галерија
- Фотографија цркве
- Иконостас цркве који је осликао Урош Предић
- Гробница породице Максимовић